# 박유영
박유영(1983년 2월 25일 ~ )은 대한민국의 레이싱 모델이다.

## 학력
- 상명대학교 환경공학과

## 경력
- 2005년 금호타이어 클릭1전 레이싱걸
- 2005년 BTA 7전 그란투리스모 레이싱걸
- 2005년 서울오토살롱 로케트 밧데리 커포즈 레이싱걸
- 2006년 마운틴듀 전속 레이싱컬
- 2006년 부산국제슈퍼카레레이싱쇼 레이싱걸
- 2006년 제2회 대한민국 국제모터싸이쇼 레이싱걸
- 2007년 슈퍼카 페스티벌
- 2007년 아큐브 디파인 런칭쇼
- 2007년 잠뱅이, 크렌시아 패션쇼
- 2010년 포뮬러1 코리아 그랑프리 그리드걸
- 2011년 쌍용자동차 레이싱모델
- 2011년 한국헨켈 록타이트 레이싱모델

## 방송
- 2009년 E채널 - 천하일색 비키니 선수단